# Mezon η
Mezon η in mezon η′ [mezón eta in mezón eta-črtica] (oznaka {\displaystyle \eta \,}) je mezon, ki ga sestavljata kvarka u in d. Nastopa v dveh oblikah, ki ju označujemo z {\displaystyle \eta \,} in {\displaystyle \eta ^{\prime }\,}. Mezon η spada med pseudoskalarne mezone. Pojavlja se tudi v dveh oblikah ki sta sestavljeni iz dveh kvarkov c in b (označujemo ju z oznakama {\displaystyle \eta _{c}\,} in {\displaystyle \eta _{b}\,}  (to sta mezona eta (čar) in mezon eta (dno)). Imata enak spin in parnost kot lažji mezon η. Mezona prištevamo med kvarkonije.
Mezon η so odkrili med trki pionov in nukleonov v pospeševalniku Bevatron v letu 1961.

## Načini razpada
Mezon {\displaystyle \eta \,} lahko razpade na nekaj načinov
- γ + γ
- π0 π0 + π0
- π+ π0 + π-

Razpad mezona {\displaystyle \eta ^{\prime }\,} je drugačen :
- π+ + π- + η
- ρ0 oziroma π+ + π- + γ
- π0 + π0 + η

## Pregled mezonov η
| ime delca             | oznaka  | antidelec oznaka | kvarki                                                                                | mirovna masa (MeV/c2) | IG | JPC | S | C | B' | srednji življenjski čas (s) | razpad (>5% vseh razpadov)                                 |
| --------------------- | ------- | ---------------- | ------------------------------------------------------------------------------------- | --------------------- | -- | --- | - | - | -- | --------------------------- | ---------------------------------------------------------- |
| mezon eta (η)         | η       | sam sebi         | {\displaystyle \mathrm {\tfrac {u{\bar {u}}+d{\bar {d}}-2s{\bar {s}}}{\sqrt {6}}} \,} | 547,853±0,024         | 0+ | 0−+ | 0 | 0 | 0  | 5,0±0,3.10-19               | γ + γ ali π0 + π0 + π0 ali π+ + π0 + π-                    |
| mezon eta črtica (η′) | η′(958) | sam sebi         | {\displaystyle \mathrm {\tfrac {u{\bar {u}}+d{\bar {d}}+s{\bar {s}}}{\sqrt {3}}} \,}  | 957,78±0,06           | 0+ | 0−+ | 0 | 0 | 0  | 3,39±0,16.10-21             | π+ + π- + η ali ρ0 + γ oziroma π+ + π- + γ ali π0 + π0 + η |
| mezon eta (čar)       | ηc (1S) | sam sebi         | {\displaystyle c{\bar {c}}\,}                                                         | 2980,3±1,2            | 0+ | 0−+ | 0 | 0 | 0  | 3,39±0,17.10-23             | glej Načini razpada mezona η                               |
| mezon eta (dno)       | ηb(1S)  | sam sebi         | {\displaystyle b{\bar {b}}\,}                                                         | 9390,9±2,8            | 0+ | 0-+ | 0 | 0 | 0  | neznana                     | glej Načini razpada mezona η                               |